# Grotte de Palaha
La grotte de Palaha est une grotte située au nord-ouest de l'île polynésienne de Niue, proche du village d'Hikutavake.